# Thaloe
Genre
Thaloe est un genre d'araignées aranéomorphes de la famille des Anyphaenidae.

## Distribution
Les espèces de ce genre sont endémiques des Antilles. Elles se rencontrent à Cuba, à Hispaniola, à Porto Rico et aux îles Vierges.

## Liste des espèces
Selon World Spider Catalog (version 20.0, 11/07/2019) :
- Thaloe ebano Brescovit & Oliveira, 2019
- Thaloe ennery Brescovit, 1993
- Thaloe leboulet Brescovit & Oliveira, 2019
- Thaloe maricao Brescovit & Oliveira, 2019
- Thaloe remotus (Bryant, 1948)
- Thaloe tricuspis (Bryant, 1940)

## Publication originale
- Brescovit, 1993 : Thaloe e Bromelina, novos gêneros de aranhas neotropicais da família Anyphaenidae (Arachnida, Araneae). Revista Brasileira de Entomologia, vol. 37, no 4, p. 693-703.